# Sümegprága, Veszprém
Sümegprága  este un sat în districtul Sümeg, județul Veszprém, Ungaria, având o populație de 633 de locuitori (2011). 

## Demografie
Componența etnică a satului Sümegprága
     Maghiari (98,55%)
     Necunoscut (0,54%)
     Germani (0,91%)
     Alții (0,54%)
Componența confesională a satului Sümegprága
     Romano-catolici (78,04%)
     Reformați (1,58%)
     Fără religie (1,11%)
     Necunoscută (18,64%)
     Atei (0,63%)
Conform recensământului din 2011, satul Sümegprága avea 633 de locuitori. Din punct de vedere etnic, majoritatea locuitorilor (98,55%) erau maghiari. Apartenența etnică nu este cunoscută în cazul a 0,54% din locuitori.  Din punct de vedere confesional, majoritatea locuitorilor (78,04%) erau romano-catolici, existând și minorități de reformați (1,58%) și persoane fără religie (1,11%). Pentru 18,64% din locuitori nu este cunoscută apartenența confesională.